# Любашівка (станція)
Любаші́вка — вантажно-пасажирська залізнична станція Одеської дирекції Одеської залізниці.
Розташована в селищі міського типу Любашівка Подільського району Одеської області на лінії Побережжя — Підгородна між станціями Заплази (11 км) і Врадіївка (26 км).
Відстань залізницею до Подільська — 77 км, Слобідки — 79 км.
Є найближчою станцією для таких населених пунктів, як Криве Озеро, Троїцьке. Розташована між станцією Заплази (відстань — 12 км) і зупинним пунктом Сирове (13 км).

## Історія
Станція збудована у 1868 році під час проведення однієї з перших залізниць у країні — Балта — Ольвіополь (зараз — місто Первомайськ), у напрямку до Єлизаветграду (зараз — Кропивницький) і Кременчука. Керівником будівництва дороги був барон Унгерн-Штернберг. Залізниця створена на концесійних засадах, тоб то будувалася приватним концесіонером. Посаду начальника руху Одеської залізниці в 1870—1878 рр. займав Вітте С. Ю., надалі — прем'єр-міністр Росії. Очолював Одеську залізницю в той час Микола Матвійович Чихачев.
У середині 1880-х років XIX століття на станції знімав буфет і проживав разом з сім'єю Леонід Карпович Кузнецов, чий син, Степан Кузнецов, згодом став відомим артистом Малого театру.
На початку XX століття станція підпорядковувалася до суспільства Південно-Західних залізниць.
У 1906 році тут жандармом було вбито розбійника Іванченка, що втік із тюрми м. Ананьїв.
У 1910 році через станцію пройшло 2,5 млн пудів вантажів, з них — 1,5 млн пудів хліба.
Під час воєн в XX столітті вона неодноразово ставала об'єктом бойових дій.
У 1918—1919 роках тут точились бої між бронепотягами денікінців, махновців, петлюрівців та більшовиків.
У 1925 році на станції оброблено 1,461 млн пудів вантажів, з них — 364 тис. пудів хліба.
Під час Другої світової війни станція бомбардувалась. Колії під час окупації зазнавали атак партизанів — було знищено 13 вагонів майна ворога та 2 цистерни пального.
Будівля станції збереглась досі. Також існує ставок Водокачка, з якого заправляли водою паротяги.

## Пасажирське сполучення
На станції зупиняються поїзди далекого та приміського сполучення:
Пасажирське сполучення
- № 120 Львів — Кривий Ріг, Запоріжжя(цілий рік щодня)
- № 270/269 Одеса-Головна — Харків-Пасажирський (призначається в сезонний період).

Приміське сполучення
На станції зупиняються лише дві пари приміських електропоїздів на добу:
- Подільськ — Помічна;
- Помічна — Подільськ.

## Послуги
- Продаж квитків на всі пасажирські потяги.
- Прийом та видача багажу.
- Прийом та видача повагонних вантажів, що можуть зберігатися на відкритих майданчиках станцій.
- Прийом та видача повагонних вантажів, що можуть зберігатися в закритих майданчиках.
- Прийом та видача вантажів повагонними і невеликими частинами, що завантажувались цілими вагонами (в місцях незагального користування).